# 1773 у літературі

## П'єси
- «Ніч помилок, або Приниження гірше гордості» (англ. «She Stoops to Conquer, or The Mistakes of a Night») — комедія Олівера Ґолдсміта.
- «Гец фон Берліхінген» — драма Йоганна Вольфганга Гете.

## Народились
- 1 жовтня — Петер Кайзер, історик і державний діяч з Ліхтенштейну.
- 8 жовтня —Софі де Бавр, французька письменниця, драматургиня, господиня літературного салону.

## Померли
- 3 серпня — Станислав Конарський, польський письменник, реформатор освіти, поет, драматург.